# Nitting
Nitting és un municipi francès, situat al departament del Mosel·la i a la regió del Gran Est. L'any 2007 tenia 476 habitants.

## Demografia

### Població
El 2007 la població de fet de Nitting era de 476 persones. Hi havia 185 famílies, de les quals 38 eren unipersonals (23 homes vivint sols i 15 dones vivint soles), 69 parelles sense fills, 74 parelles amb fills i 4 famílies monoparentals amb fills.
La població ha evolucionat segons el següent gràfic:
Habitants censats

### Habitatges
El 2007 hi havia 212 habitatges, 190 eren l'habitatge principal de la família, 7 eren segones residències i 15 estaven desocupats. 182 eren cases i 30 eren apartaments. Dels 190 habitatges principals, 154 estaven ocupats pels seus propietaris, 28 estaven llogats i ocupats pels llogaters i 8 estaven cedits a títol gratuït; 9 tenien una cambra, 9 en tenien dues, 6 en tenien tres, 33 en tenien quatre i 134 en tenien cinc o més. 157 habitatges disposaven pel capbaix d'una plaça de pàrquing. A 80 habitatges hi havia un automòbil i a 85 n'hi havia dos o més.

### Piràmide de població
La piràmide de població per edats i sexe el 2009 era:
| Homes | Edats   | Dones |
| ----- | ------- | ----- |
| 0     | 95 o +  | 0     |
| 0     | 90 a 94 | 8     |
| 0     | 85 a 89 | 0     |
| 4     | 80 a 84 | 0     |
| 0     | 75 a 79 | 16    |
| 12    | 70 a 74 | 12    |
| 20    | 65 a 69 | 20    |
| 8     | 60 a 64 | 16    |
| 20    | 55 a 59 | 4     |
| 12    | 50 a 54 | 8     |
| 28    | 45 a 49 | 24    |
| 24    | 40 a 44 | 24    |
| 20    | 35 a 39 | 16    |
| 24    | 30 a 34 | 12    |
| 8     | 25 a 29 | 16    |
| 20    | 20 a 24 | 12    |
| 24    | 15 a 19 | 20    |
| 4     | 10 a 14 | 16    |
| 8     | 5 a 9   | 32    |
| 12    | 0 a 4   | 4     |

## Economia
El 2007 la població en edat de treballar era de 310 persones, 225 eren actives i 85 eren inactives. De les 225 persones actives 199 estaven ocupades (107 homes i 92 dones) i 26 estaven aturades (8 homes i 18 dones). De les 85 persones inactives 27 estaven jubilades, 22 estaven estudiant i 36 estaven classificades com a «altres inactius».

### Ingressos
El 2009 a Nitting hi havia 185 unitats fiscals que integraven 473,5 persones, la mediana anual d'ingressos fiscals per persona era de 19.163 €.

### Activitats econòmiques
Dels 10  establiments que hi havia el 2007, 1 era d'una empresa alimentària, 4 d'empreses de construcció, 1 d'una empresa de comerç i reparació d'automòbils, 1 d'una empresa de transport i 3 d'entitats de l'administració pública.
Dels 2 establiments de servei als particulars que hi havia el 2009, 1 era un taller de reparació d'automòbils i de material agrícola i 1 lampisteria.
L'any 2000 a Nitting hi havia 6 explotacions agrícoles.

## Equipaments sanitaris i escolars
El 2009 hi havia una escola maternal integrada dins d'un grup escolar amb les comunes properes formant una escola dispersa.

## Poblacions més properes
El següent diagrama mostra les poblacions més properes.